# احمد الدونی
احمد الدونی (عربی: أحمد الدوني؛ زادهٔ ۴ فوریهٔ ۱۹۸۹) یک بازیکن فوتبال اهل سوریه است.
از باشگاه‌هایی که در آن بازی کرده‌است می‌توان به دهوک، باشگاه فوتبال الشرطه دمشق، نیروی هوایی عراق، الزورا، دهوک، تیم ملی فوتبال سوریه، و تیم ملی فوتبال زیر ۲۳ سال سوریه اشاره کرد.
وی همچنین در تیم‌های ملی فوتبال زیر ۲۳ سال سوریه سوریه بازی کرده است.